# 永樂里 (臺南市)
永樂里位於臺灣臺南市西港區西南，主要聚落是大塭寮:592:28。2018年1月29日調整里界之後，併入新復里市道173號以南、曾文溪以北的區域（新港）而與南海里相鄰。而永樂里曾文溪以南的部分則併入新復里，因而不再與安南區相鄰。